# Ceratizit-WNT/2023
Deze pagina geeft een overzicht van de vrouwenwielerploeg Ceratizit-WNT in 2023.

## Algemeen
UCI-code: WNT
Sponsor: Ceratizit
Teammanager: Dirk Baldinger
Ploegleiders: Fortunato Lacquaniti, Steffen Radochla, Steven Sergeant
Fietsmerk: Orbea

## Rensters

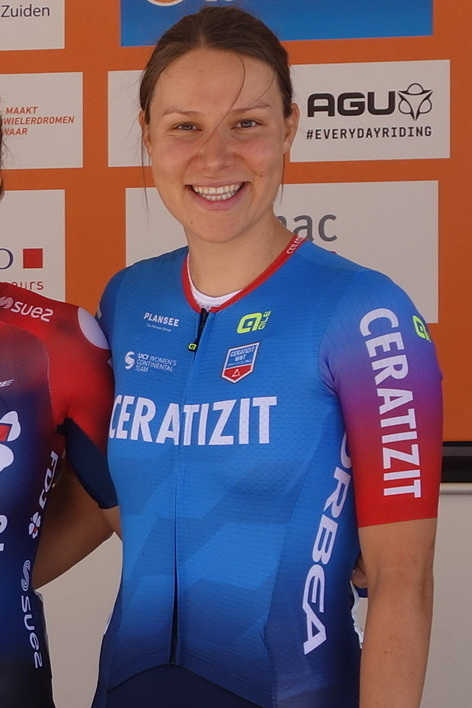
Mylène de Zoete is de enige Nederlandse in de ploeg.

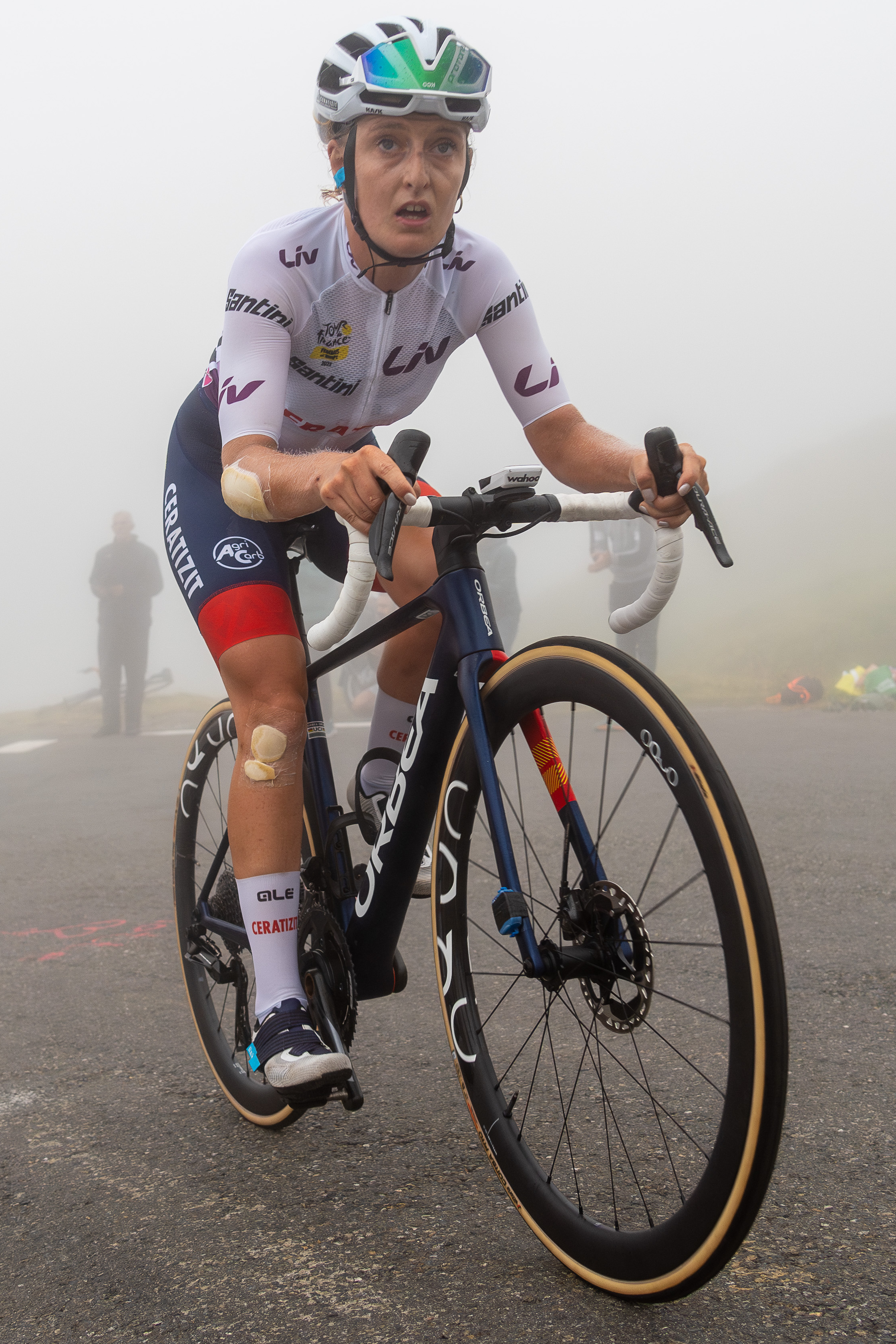
Cédrine Kerbaol won de witte trui in de Tour de France Femmes 2023.

| Naam                  | Geboortedatum | Nationaliteit       | Ploeg 2022                      |
| --------------------- | ------------- | ------------------- | ------------------------------- |
| Sandra Alonso         | 19-08-1998    | Spanje              |                                 |
| Katie Archibald       | 12-03-1994    | Verenigd Koninkrijk |                                 |
| Alice Maria Arzuffi   | 19-11-1994    | Italië              | Valcar-Travel & Service         |
| Laura Asencio         | 14-03-1998    | Frankrijk           |                                 |
| Nina Berton           | 03-08-2001    | Luxemburg           | Andy Schleck-CP NVST-Immo Losch |
| Franziska Brauße      | 20-11-1998    | Duitsland           |                                 |
| Mylène de Zoete       | 03-01-1999    | Nederland           | NXTG by Experza                 |
| Lana Eberle           | 28-11-2003    | Duitsland           |                                 |
| Arianna Fidanza       | 06-01-1995    | Italië              | Team BikeExchange - Jayco       |
| Martina Fidanza       | 05-11-1999    | Italië              |                                 |
| Nadine Gill           | 19-04-1991    | Duitsland           | Sopela Women's Team             |
| Cédrine Kerbaol       | 15-05-2001    | Frankrijk           | Cofidis                         |
| Marta Lach            | 26-05-1997    | Polen               |                                 |
| Hanna Nilsson         | 16-02-1992    | Zweden              |                                 |
| Kathrin Schweinberger | 29-10-1996    | Oostenrijk          |                                 |
| Lea Lin Teutenberg    | 02-01-1999    | Duitsland           |                                 |

### Vertrokken
| Naam                      | Geboortedatum | Nationaliteit | Ploeg 2023                 |
| ------------------------- | ------------- | ------------- | -------------------------- |
| Camilla Alessio           | 23-07-2001    | Italië        | ?                          |
| Lisa Brennauer            | 08-06-1988    | Duitsland     | Gestopt                    |
| Maria Giulia Confalonieri | 30-3-1993     | Italië        | Uno-X Pro Cycling Team     |
| Lizbeth Salazar           | 08-12-1996    | Mexico        | ?                          |
| Clea Seidel               | 12-08-2002    | Duitsland     | ?                          |
| Lara Vieceli              | 16-07-1993    | Italië        | Israel Premier Tech Roland |

## Overwinningen
| Nationale kampioenschappen wielrennen Luxemburg - tijdrit U23: Nina Berton Frankrijk - tijdrit: Cédrine Kerbaol Women Cycling Pro Costa De Almería Arianna Fidanza Ronde van Normandië 2e etappe: Cédrine Kerbaol Eindklassement: Cédrine Kerbaol Bergklassement: Nina Berton Jongerenklassement: Cédrine Kerbaol Ploegenklassement: *1) Ronde de Mouscron Martina Fidanza Festival Elsy Jacobs Bergklassement: Nina Berton Ploegenklassement: *2) | Ronde van Bretagne 1e etappe: Marta Lach Puntenklassement: Marta Lach Bergklassement: Marta Lach Tour de France Femmes Jongerenklassement: Cédrine Kerbaol Ronde van Toscane 1e etappe (ITT): Franziska Brauße GP Fourmies Marta Lach Grote Prijs van Wallonië Marta Lach Ronde van Chongming 1e etappe: Mylène de Zoete |  |

*1) Ploeg Ronde van Normandië: Alonso, Asencio, Berton, Kerbaol, Schweinberger
*2) Ploeg Festival Elsy Jacobs: Arzuffi, Berton, Eberle, Fidanza, Kerbaol, Lach
2014 · 2015 · 2016 · 2017 · 2018 · 2019 · 2020 · 2021 · 2022 · 2023 · 2024 · 2025